# Exoribonucléase II
L'exoribonucléase II est une exoribonucléase qui catalyse l'hydrolyse d'ARN,,,, préférentiellement monocaténaire.